# 臺灣冷杉
臺灣冷杉，又名白松柏、川上氏冷杉、玉山冷杉，为臺灣特有的針葉樹，屬松科冷杉属，常見於臺灣海拔2400至3600公尺的山區，是臺灣生長海拔最高的喬木之一，也是地理分布最靠近赤道的冷杉之一，常形成純林，或與臺灣鐵杉、臺灣刺柏、玉山圓柏等樹種混生。
1908年，植物學家早田文藏首次發表臺灣冷杉，但將之視為大白葉冷杉的變種，並以模式標本採集者川上瀧彌之姓氏賦名。翌年，植物學家伊藤篤太郎將之提升至獨立的物種，並被沿用至今。
本種種子散布範圍約略是以其樹高半徑的圓圏內，種子發育為小苗後，會形成母樹周圍有許多小苗的現象，目前已由人工引种栽培。

## 形態特徵
大型喬木，樹高最高可達35公尺，樹幹直徑則可達1公尺。樹皮灰棕色，鱗片狀，枝條水平生長。葉闊線形，扁平，長1-1.5公分，葉脈中肋突起，葉尖圓鈍。成熟毬果直立，紫色，圓柱或橢圓形，長5-7.5公分，直徑約4公分，表面常有樹脂，其鱗片為扇形，長1.5-1.8公分。種子長0.7-0.9公分，含翅長約1.8公分。